# Office de Recherches et d'Essais
L'Office de Recherches et d'Essais è stato un centro di studi dell'Union internationale des chemins de fer.
Ha eseguito studi sperimentali, per conto dell'UIC e in collaborazione coi centri di studio e progettazione delle aziende ferroviarie aderenti alla stessa Unione (tra essi si citano quelli sui pantografi e sull'aggancio automatico.
Fu fondato nel 1950 ed aveva sede ad Utrecht.
Dal 1992 è stato sostituito dell'ERRI.